# 26 سبتمبر
- السبت
- الأحد
- الاثنين
- الثلاثاء
- الأربعاء
- الخميس
- الجمعة

- 307 ربيع الأول 1447  هـ
- 318 ربيع الأول 1447  هـ
- 19 ربيع الأول 1447  هـ
- 210 ربيع الأول 1447  هـ
- 311 ربيع الأول 1447  هـ
- 412 ربيع الأول 1447  هـ
- 513 ربيع الأول 1447  هـ
- 614 ربيع الأول 1447  هـ
- 715 ربيع الأول 1447  هـ
- 816 ربيع الأول 1447  هـ
- 917 ربيع الأول 1447  هـ
- 1018 ربيع الأول 1447  هـ
- 1119 ربيع الأول 1447  هـ
- 1220 ربيع الأول 1447  هـ
- 1321 ربيع الأول 1447  هـ
- 1422 ربيع الأول 1447  هـ
- 1523 ربيع الأول 1447  هـ
- 1624 ربيع الأول 1447  هـ
- 1725 ربيع الأول 1447  هـ
- 1826 ربيع الأول 1447  هـ
- 1927 ربيع الأول 1447  هـ
- 2028 ربيع الأول 1447  هـ
- 2129 ربيع الأول 1447  هـ
- 2230 ربيع الأول 1447  هـ
- 231 ربيع الآخر 1447  هـ
- 242 ربيع الآخر 1447  هـ
- 253 ربيع الآخر 1447  هـ
- 264 ربيع الآخر 1447  هـ
- 275 ربيع الآخر 1447  هـ
- 286 ربيع الآخر 1447  هـ
- 297 ربيع الآخر 1447  هـ
- 308 ربيع الآخر 1447  هـ
- 19 ربيع الآخر 1447  هـ
- 210 ربيع الآخر 1447  هـ
- 311 ربيع الآخر 1447  هـ

26 سبتمبر أو 26 أيلول أو يوم 26 \ 9 (اليوم السادس والعشرون من الشهر التاسع) هو اليوم التاسع والستون بعد المئتين (269) من السنوات البسيطة، أو اليوم السبعون بعد المئتين (270) من السنوات الكبيسة وفقًا للتقويم الميلادي الغربي (الغريغوري). يبقى بعده 96 يوما لانتهاء السنة.

## أحداث
- 1087 - وليام الثاني يتوج ملكًا على انكلترا خلفًا لأبيه وليام الأول ويحكم حتى عام 1100م.
- 1580 - المكتشف البريطاني السير فرنسيس دريك ينتهي من الطواف حول الكرة الأرضية.
- 1618 - توقيع معاهدة «أردبيل» بين الدولة العثمانية والدولة الصفوية.
- 1777 - القوات البريطانية تسيطر على بنسيلفانيا خلال حرب الاستقلال الأمريكية.
- 1807 - جلاء الإنجليز عن الإسكندرية بعد محاولتهم احتلالها من أجل تأمين قاعدة عمليات بريطانية ضد الدولة العثمانية.
- 1815 - الإمبراطورية الروسية والإمبراطورية النمساوية وبروسيا يشكلون حلف عرف باسم التحالف المقدس.
- 1937 - اغتيال الحاكم البريطاني لقضاء الجليل في فلسطين «ي. آندروز» على أيدي مجموعة من أنصار عز الدين القسام.
- 1938 - بدء اجتماعات ميونخ والتي استمرت حتى 30 سبتمبر وفيها أذعن رئيس وزراء المملكة المتحدة نيفيل تشامبرلين ورئيس وزراء فرنسا إدوار دلادييه لمطالب أدولف هتلر وبينيتو موسوليني.
- 1947 - وزير المستعمرات البريطاني آرثر كريتش جونز يعلن قرار انتهاء الانتداب البريطاني على فلسطين.
- 1950 - حلف شمال الاطلسي يقرر إشراك ألمانيا الاتحادية في الدفاع عن الغرب.
- 1962 - الجيش في اليمن الشمالي ينجح في الإطاحة بالحكم الملكي بقيادة الإمام محمد البدر حميد الدين، وإعلان قيام الجمهورية العربية اليمنية برئاسة عبد الله السلال.
- 1970 - تشكيل وزارة أردنية جديدة برئاسة أحمد طوقان رئيس الديوان الملكي الأسبق ضمّت ستة عسكريين.
- 1971 - انضمام قطر للأمم المتحدة.
- 1980 - إجراء أول انتخابات لمجلس الشورى في مصر.
- 1984 - المملكة المتحدة والصين تتفقان على إعادة هونغ كونغ للصين في عام 1997.
- 1985 - تونس تقطع علاقاتها الدبلوماسية مع ليبيا.
- 1996 - حركة طالبان تبسط سيطرتها على أغلب مناطق أفغانستان.
- 1997 - زلزال يضرب المناطق الإيطالية من أمبرية وماركي، تسبب في انهيار جزء من كنيسة القديس فرنسيس في أسيزي.
- 2002 - السلطات الأميركية تقبض على السوري-الكندي ماهر عرار بناءً على معلومات خاطئة حول صلته بتنظيم القاعدة وترسله إلى سوريا حيث سجن وتعرض للتعذيب.
- 2004 - البرلمان التركي يقر إصلاحا للقانون الجزائي يرفع آخر حاجز أمام إصدار المفوضية الأوروبية تقريرًا يؤيد بدء مفاوضات انضمام تركيا إلى الاتحاد الأوروبي.
- 2009 - اعصار كيتسانا يضرب الفلبين والصين وفيتنام وكمبوديا ولاوس وتايلاند، ويتسبب في مقتل 700 شخص.
- 2012 - رئيسا السودان عمر البشير وجنوب السودان سلفاكير يتفقان في العاصمة الإثيوبية أديس أبابا على توقيع بروتوكول تعاون يشمل عددًا من القضايا.
- 2014 - تغيير التوقيت في مصر للمرة الرابعة في خمسة شهور كحدث غير مسبوق.
- 2017 -
  - ملك السعودية سلمان بن عبد العزيز يصدر قرارًا يمنح المرأة حق قيادة السيارة ابتداءً من يوم 10 شوال 1439 هـ الموافق 24 يونيو 2018.
  - مقتل 3 رجال أمن إسرائيليين وإصابة رابع في هجوم شنَّه شاب فلسطيني على مدخل مستوطنة «هار أدار» شمال غرب القدس.
- 2023 - وفاة 107 أشخاص في حريق بقاعة زفاف في قضاء الحمدانية في العراق.

## مواليد
- 1181 - فرنسيس الأسيزي، قديس كاثوليكي.
- 1869 - ونسر ماكاي، رسام أمريكي.
- 1878 - إدوار مرقص، صحفي وشاعر وكاتب ومترجم سوري.
- 1886 - أرشيبالد هل، عالم فيزيولوجيا بريطاني حاصل على جائزة نوبل في الطب عام 1922.
- 1888 - طوماس ستيرنز إليوت، شاعر وأديب إنجليزي حاصل على جائزة نوبل في الأدب عام 1948.
- 1889 - مارتن هايدغر، فيلسوف ألماني.
- 1897 - بولس السادس، بابا الكنيسة الرومانية الكاثوليكية.
- 1898 - جورج غيرشوين، مؤلف موسيقى أمريكي.
- 1912 - محمد صبرا، سياسي ودبلوماسي لبناني.
- 1923 - ثريا حلمي، ممثلة مصرية.
- 1925 - مارتي روبينز، مغني أمريكي.
- 1927 - إنزو بيرزوت، لاعب ومدرب كرة قدم إيطالي.
- 1932 - مانموهان سينغ، رئيس وزراء الهند.
- 1936 - تاداو ناغاهاما، مخرج ومؤلف ياباني.
- 1937 - مهدي كروبي، سياسي إيراني.
- 1956 - ليندا هاميلتون، ممثلة أمريكية.
- 1968 - جيمس كافيزل، ممثل أمريكي.
- 1973 - محمد قنوع، ممثل سوري.
- 1976 - مايكل بالاك، لاعب كرة قدم ألماني.
- 1981 - سيرينا ويليامز، لاعبة كرة مضرب أمريكية.
- 1982 - حسين المهدي، ممثل كويتي.
- 1983 - ريكاردو كواريسما، لاعب كرة قدم برتغالي.
- 1984 - رنا شميس، ممثلة سورية.

## وفيات
- 1945 - بيلا بارتوك، موسيقي مجري.
- 1946 - عبد الرحيم الغزي، كشاف وكاتب مسرحي سوري.
- 1952 -
  - خورخي سانتايانا، فيلسوف وكاتب وشاعر وروائي إسباني أمريكي.
  - جون بيترسون، رامي مطرقة فنلندي.
- 1972 - صدقي إسماعيل، أديب وكاتب وروائي وكاتب مسرحي سوري.
- 1976 - ليوبولد روزيتشكا، عالم كيمياء كرواتي حاصل على جائزة نوبل في الكيمياء عام 1939.
- 1978 - كارل مان سيغبان، عالم فيزياء سويدي حاصل على جائزة نوبل في الفيزياء عام 1924.
- 1982 - أحمد حسين، سياسي مصري.
- 1990 - ألبيرتو مورافيا، كاتب إيطالي.
- 1996 - محمد بن سليمان الجراح، نحوي وفقيه حنبلي
- 2002 - عبد الجبار داود البصري، شاعر وروائي عراقي.
- 2008 -
  - بول نيومان، ممثل أمريكي.
  - فوزي عبد الحافظ، عسكري مصري.
- 2010 - عبد الصبور شاهين، مفكر إسلامي مصري.
- 2016 - محمد رشاد الشريف مقرئ المسجد الأقصى.
- 2019 - جاك شيراك، الرئيس الفرنسي الخامس في تاريخ الجمهورية الخامسة.
- 2020 - رياض الريس، صحفي وكاتب وناشر سوري.
- 2022 - يوسف القرضاوي، عالم مسلم مصري وأول رؤساء الاتحاد العالمي لعلماء المسلمين.

## أعياد ومناسبات
- اليوم الأوروبي للغات.
- ذكرى قيام ثورة 26 سبتمبر اليمنية.
- اليوم العالمي لوسائل منع الحمل.

## وصلات خارجية
- وكالة الأنباء القطريَّة: حدث في مثل هذا اليوم.
- النيويورك تايمز: حدث في مثل هذا اليوم.
- BBC: حدث في مثل هذا اليوم.